# Diodora canariensis
Diodora canariensis is een slakkensoort uit de familie van de Fissurellidae. De wetenschappelijke naam van de soort is voor het eerst geldig gepubliceerd in 2007 door Verstraeten & Nolf.